# Флориниане

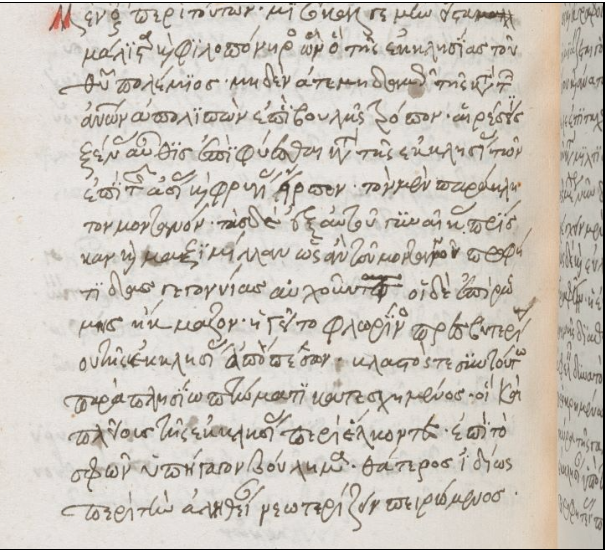
Евсевий Кесарийский в Церковной истории (Книга 5 Глава 15) о Флорине и Власте. Греческая рукопись первой половины XVI века. Британская библиотека.

Флориниа́не  (лат. floriniani) — еретики II — начала V века, описанные Филастрием в книге «Liber de Haeresibus» и Августином в книге «De Haeresibus ad Quodvultdeum Liber Unus»; у первого автора это 57 ересь, у второго автора это 66 ересь. Эта ересь была создана в Риме. Основателем данной ереси является бывший священник Флорин (др.-греч. Φλωρῖνος; лат. Florinus), его поддерживал единомышленник Власт (др.-греч. Βλάστος; лат. Blastus), о них пишет Евсевий Кесарийский в Церковной истории. Евсевий сообщает о том, что Ириней Лионский написал два послания «Власту о расколе», «Флорину о единоначалии, или о том, что Бог не создал зла», а также сочинение ««О восьмерице»», в которых Ириней пытался объяснить их неправоту. Ириней Лионский, ещё когда был мальчиком, то видел Флорина в Нижней Асии у Поликарпа (в это время Флорин блистал при дворе и старался отличиться). Особенностью религиозной доктрины флориниан было учение, согласно которому Бог есть творец зла. Это учение флориниане обосновывали словами Священного Писания: «И увидел Бог все, что Он создал, и вот, хорошо весьма» (Быт. 1:31); данные слова сказаны в последний, шестой день сотворения мира. Из этой фразы флориниане делали вывод о том, что если Богом создано всё в мире, то им создано в том числе и зло. Зло служит для блага людей согласно вероучению флориниан. Филастрий сравнивает флориниан с бессловесными животными, непонимающими Священное Писание. Феодорит Кирский в сочинении «Басни еретиков, или история ересей, изложенная в пяти книгах» в первой книге посвящает Флорину и Власту 23 главу, в которой пишет, что данные люди создали своё религиозное сообщество благодаря учению Велентина.О численности данных еретиков Филастрий, Августин и Феодорит ничего не сообщают. Исидор Севильский в восьмом томе книги «Этимологии» пишет об этой ереси под 50 номером.